# Pfarrhaus (Aubstadt)

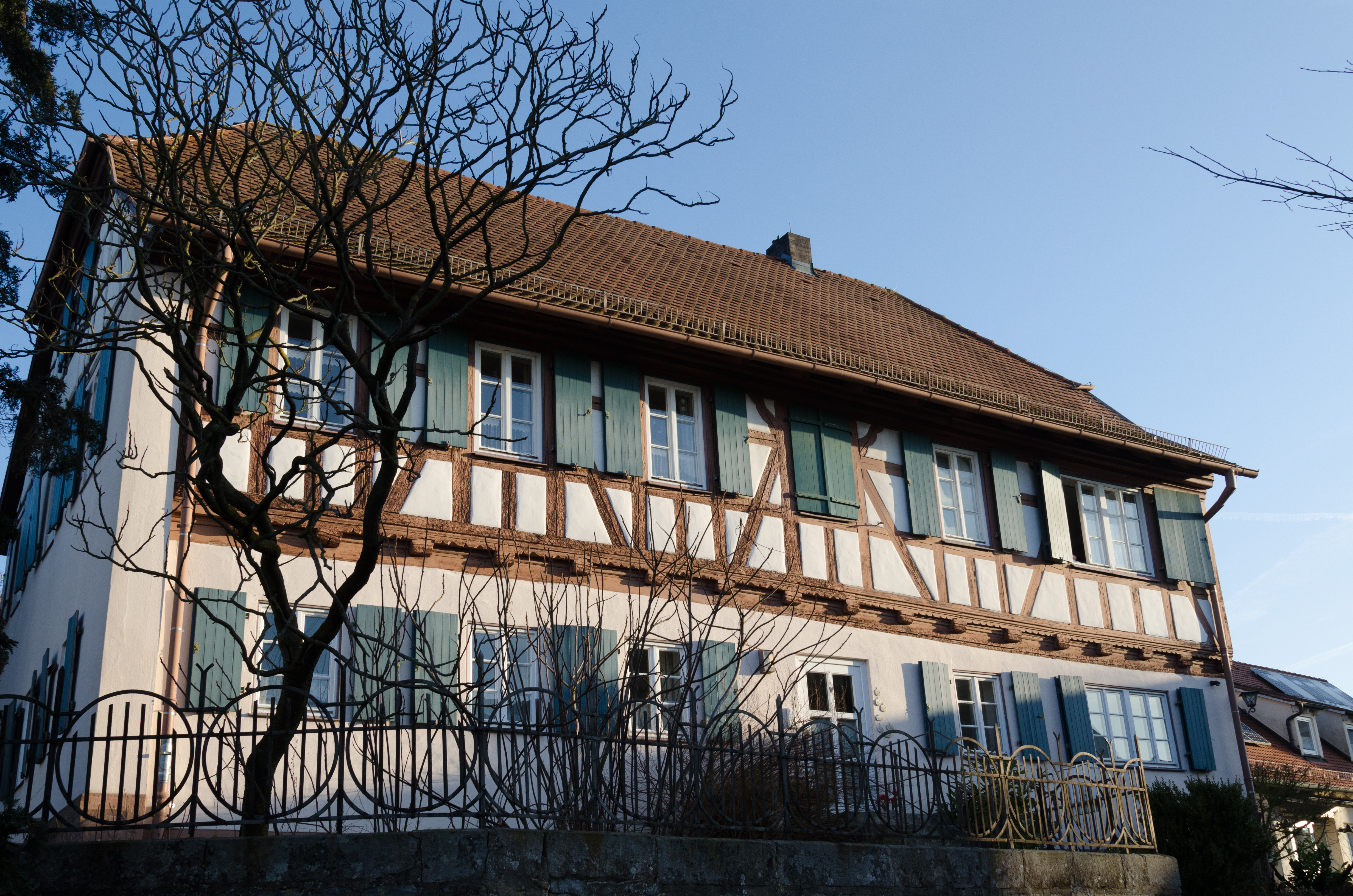
Das Pfarrhaus in Aubstadt

Das Pfarrhaus in Aubstadt, einer Gemeinde im unterfränkischen Landkreis Rhön-Grabfeld, wurde um das Jahr 1800 errichtet. Das Haus in der Milzgrundstraße 10 ist ein geschütztes Baudenkmal.
Das Erdgeschoss des zweigeschossigen Pfarrhauses mit Halbwalmdach ist massiv gemauert. Das Obergeschoss ist dagegen in Fachwerkbauweise erstellt. Das Gebäude besitzt zwei (Giebelseite) zu sechs (Traufseite) Fensterachsen.